# (6739) Tärendö
(6739) Tärendö, désignation internationale (6739) Tarendo, est un astéroïde de la ceinture principale.

## Description
(6739) Tarendo est un astéroïde de la ceinture principale. Il fut découvert le 19 mars 1993 à La Silla par le programme UESAC. Il présente une orbite caractérisée par un demi-grand axe de 3,24 UA, une excentricité de 0,12 et une inclinaison de 2,5° par rapport à l'écliptique.

## Compléments